# Herzmündung
Herzmündung ist ein Theaterstück von Lutz Hübner (deutscher Dramatiker, Schauspieler und Regisseur).
Das Stück beschäftigt sich in fünf Akten mit Mark David Chapman, dem Mörder von John Lennon.
Die einzelnen Lebensphasen des in sich widersprüchlichen Mannes, der um jeden Preis berühmt werden wollte, werden szenisch aufbereitet.
Die Uraufführung des Stückes war am 11. April 1999 im Staatstheater Mainz. Seitdem wurde es auf verschiedenen Bühnen, wie z. B. in Heidelberg, inszeniert.